# ماتیا فلوریو
ماتیا فلوریو (انگلیسی: Mattia Florio؛ زادهٔ تاریخ ورودی نامعتبر است) بازیکن فوتبال اهل ایتالیا است.